# 213-я пехотная дивизия (вермахт)
213-я пехотная дивизия (нем. 213. Infanterie-Division) — тактическое соединение сухопутных войск вооружённых сил нацистской Германии периода Второй мировой войны. Также носило статус «охранной дивизии».

## История

### 213-я пехотная дивизия
Сформирована в ходе третьей волны призыва в августе 1939, дислоцировалась в Глогау. Некоторое время служила в качестве резервной дивизии 10-й армии и базировалась близ Бреслау.
Во время польской кампании взяла Калиш, Лодзь и столкнулась с польскими войсками близ Модлина. Позднее передислоцировалась в Познань, где охраняла город и боролась с антинемецкими выступлениями. Позднее была переподчинена 7-й армии и перешла к немецко-французской границе.
Во время французской кампании форсировала Рейн и взяла Мюлуз. С июля 1940 по февраль 1941 годы не была активна, 15 марта 1941 была расформирована, на её основе были созданы 213-я охранная дивизия (нем. 213 Sicherungs-Division), 286-я и 403-я дивизии.

### 213-я охранная дивизия
8-15 июня 1944 года 154-я и 174-я резервные пехотные дивизии вермахта, часть 213-й охранной дивизии, 4-й полицейский полк СС, 1-й мотобатальон СС, 318-й и 115-й охранные полки, а также ряд вспомогательных и полицейских частей и один кавалерийский отряд из состава калмыцкого кавалерийского корпуса Долля при поддержке авиации участвовали в немецкой антипартизанской операции «Штурмвинд I», целью которой было уничтожение около 1800 советских партизан (соединение В. П. Чепиги, соединение Б. Г. Шангина, отряд им. Александра Невского, отряд Н. А. Прокопюка, отряд М. Я. Неделина и отряд Василенко) и 1200 польских партизан Армии Людовой в районе Яновских лесов. Партизанские части дали бой на позиции у реки Брашев. После продолжительных боёв, 14 июня немецкие части сумели окружить партизан, но в ночь с 14 на 15 июня они прорвались в Билгорайские леса, а затем, вновь прорвав кольцо окружения, ушли в Немировские леса. Вместе с партизанами из окружения были выведены более 1000 мирных жителей, прятавшихся в лесах от немецких оккупационных властей

## Командование

### Высшее командование
| Время службы                 | Звание            | Имя                      |
| ---------------------------- | ----------------- | ------------------------ |
| 26 августа 1939 — неизвестно | Генерал-лейтенант | Рене дель’Омм де Курбьер |

| Время службы                 | Звание | Имя              |
| ---------------------------- | ------ | ---------------- |
| 1 сентября — октябрь 1939    | Майор  | Рейнхард Гелен   |
| Октябрь 1939 — неизвестно    | Майор  | Ганс Хаас        |
| 10 августа 1940 — неизвестно | Майор  | Курт фон Штойбен |

## Структура
- 318-й пехотный полк
- 354-й пехотный полк
- 406-й пехотный полк
- 213-й артиллерийский полк
- 213-й сапёрный батальон
- 213-й батальон снабжения
- 213-й противотанковый артиллерийский дивизион
- 213-й разведывательный батальон
- 213-й батальон связистов
- 213-й отряд связистов